# Samuel Ball Platner
Samuel Ball Platner (geboren am 4. Dezember 1863 in Unionville, Connecticut; gestorben am 20. August 1921) war ein US-amerikanischer Altphilologe und Klassischer Archäologe.
Der Sohn eines Fabrikanten studierte ab 1879 am Yale College, wo er 1883 seinen ersten Studienabschluss ablegte und 1885 zum Ph.D. promoviert wurde. Seit diesem Jahr lehrte er Latein und Französisch am Adelbert College der Western Reserve University in Cleveland, Ohio, ab 1890 als Assistant Professor, ab 1892 als Professor. 1889/90 hielt er sich ein Jahr zu Studien in Berlin und Rom auf. 1897 verbrachte er ein zweites Jahr in Rom, 1899/1900 ein drittes als Professor für Latein an der American School of Classical Studies in Rome. 1900–1901 war er Präsident der American Philological Association.
Platner arbeitete vor allem zu topographischen Themen des antiken Rom. Neben zahlreichen Aufsätzen flossen die Ergebnisse seiner Forschungen in seinem wichtigsten Werk, dem erst nach seinem Tod durch Thomas Ashby zu Ende geführten und 1929 herausgegebenen Lexikon A Topographical Dictionary of Ancient Rome zusammen. Platner trug zur Ausgabe des Jahres 1911 der Encyclopædia Britannica bei. Platner starb auf dem Meer bei einer Reise nach Europa.

## Schriften
- The topography and monuments of ancient Rome. 1. Auflage 1904. 2. überarbeitete Auflage. Allyn & Bacon, Boston 1911 (Digitalisat).
- mit Thomas Ashby: A Topographical Dictionary of Ancient Rome. Oxford University Press, London 1929 (Digitalisat; online als Seitenabbildungen, als Volltext bei Perseus, als Volltext bei LacusCurtius [teilweise]).